# The Thomson Corporation
The Thomson Corporation  était un groupe canadien multimédia devenu en 2008 Thomson Reuters.
En 1994, sous la direction de Kenneth Thomson, The Thomson Corporation contrôlait :
- 131 journaux aux États-Unis ;
- 60 en Grande-Bretagne ;
- 54 au Canada.

The Thomson Corporation détenait notamment The Globe And Mail, l’un des plus importants quotidiens au Canada, avec 1 million d’exemplaires vendu par semaine. Le montant mondial des ventes atteignaient 6,4 milliards de dollars. 
Avant la fusion avec Reuters, pour devenir Thomson Reuters, The Thomson Corporation était l’une des plus importantes entreprises d’information du monde, mais aussi le plus grand fournisseur de manuels scolaires, et la maison d’édition de journaux et d’information la plus importantes au Royaume-Uni, avec Thomson Corporation Publishing International.

## Historique
The Thomson Corporation (anciennement The Thomson Group) a été fondé en 1934 par Roy Herbert Thomson, et n’a cessé d’évoluer en fonction des médias. 
De 1934 à 1976 :
En 1934, Roy Herbert Thomson achète son premier journal canadien The Timmins Press. En 1953, Roy Herbet Thomson achète son premier journal au Royaume-Uni, The Scotsman. L’année suivante, il part en Écosse et y consolide sa position en gagnant la franchise de la télévision écossaise. Thomson Publication est créé en 1961 pour lancer des entreprises et acquérir des consommateurs. Quatre ans plus tard, Roy Herbert Thomson crée Thomson Travel, par le rachat de tours opérateurs et de Britania Airways. C’est dans la même année que Thomson Newspaper est formée. Roy Herbert Thomson décède en 1976 et son fils lui succède, Kenneth Thomson.
De 1976 à 2008 :
En 1977, Thomson Newspaper passe le million de tirages quotidiens aux États-Unis chaque jour. En 1978 est créé International Thomson Organisation Limited. Son siège social se trouve à Toronto et ses deux filiales principales aux États-Unis et au Royaume-Uni. Cette année-là, avec le rachat de Wadsworth Publishing, Thomson entre dans l’édition spécialisée, avec les livres scolaires et les livres professionnels.
En 1980, Thomson Newspaper passe le million de tirages diffusés au Canada. Puis, Thomson rachète Warren, Gorham & Lamont, une source d’information majeure pour les professionnels de la finance. C’est en 1981 que Thomson vend The Times (Londres) à News International. Thomson Newspaper et Thomson International fusionnent en 1989 pour former The Thomson Corporation. 
Le 20 janvier 1990, ABC au travers de Fairchild Publications achète cinq magazines à International Thomson Organisation.
En 1998, Thomson touche 2 milliards pour avoir vendu Thomson Travel. En 2002, David K.R. Thomson est nommé président de The Thomson Corporation.
En 2005, elle se lance dans le domaine de l'information financière avec le rachat de AFX news, une filiale de l'agence française AFP.
En 2008, Thomson et Reuters s’associent et forment Thomson Reuters. L'actionnariat de Thomson détient désormais 53 % du nouvel ensemble.

## Les activités
The Thomson Corporation est présent partout dans le monde et dans différents domaines tels que : 
- l'information financière (Thomson Financial) ;
- l'information médicale (Thomson Healthcare) ;
- l'information juridique (Thomson Legal) ;
- l'information scientifique (Thomson Scientific) ;
- l'information fiscale et comptable (Thomson Tax and Accounting).

Thomson détient les marques suivantes :
Westlaw, FindLaw, Sweet & Maxwell, Elite, Transactive, BarBri, Physician's Desk Reference, RIA, Thomson Tax and Accounting, Quickfinder, DISEASEDEX, DrugREAX, Medstat, Thomson First Call, Checkpoint, EndNote, Derwent World Patent Index, SAEGIS, Micropatent, Aureka, Faxpat, OptiPat, Just Files, Corporate Intelligence, InfoTrac, Delphion, Arco Test Prep, Peterson's Directories, TradeWeb, Web of Science, Arden Shakespeare.